# Izhlapevajoča plinasta globula
Izhlapevajoča plinasta globula oziroma s kratico EEG je področje plinastega vodika približno 100 astronomskih enot v premeru, ki pline, ki so v njeni senci, zaščiti pred ionizirajočimi UV žarki. V območjih gostega plina, ki jih ščitijo, lahko poteka rojevanje zvezd. Izhlapevajoče plinaste globule so bile prvič potrjene leta 1995 na fotografijah Hubblovega vesoljskega teleskopa.
Izhlapevajoče plinaste globule so mogoče predhodniki protozvezd. V njih so plini in prah gostejši kakor v obdajajočem oblaku prahu. Ko pritisk zunanjih plasti v EEG-ju povzroči, da v notranjosti nastane krogla, ki postaja vse bolj vroča zaradi pritiska, je protozvezda rojena.
Protozvezda ima lahko premalo mase, da bi postala zvezda in postane rjava pritlikavka. Če pa je masa zadostna, v jedru protozvezde začne potekati zlivanje jeder vodika v helij. Protozvezda postane zvezda.